# Petoro
Petoro AS är ett statligt ägt norskt icke publikt aktiebolag. Företaget bildades för att den borgerliga norska regeringen på 80-talet oroade sig för att Statoil, som då var ett helstatligt företag, skulle bli för stort. Statoils oljekoncessioner i Norge delades därför upp, och staten gick från och med januari 1985 in som direkt ägare genom det som kallades SDØE (Statens direkte økonomiske engasjement). Statoil fick behålla en viss andel av koncessionen och fortsatte att förvalta SDØEs andelar, men kontantströmmen från dessa andelar gick direkt in eller ut av statskassan. 
När Statoil delprivatiserades 2001 fungerade inte den lösningen och istället bildades Petoro 2001 i Stavanger. Det ska företräda norska regeringen vid utvinningen av olja och gas inom det norska territorialvattnet. Bolaget ska också kontrollera Statoils produktion.